# John D'Arcy Anderson
Sir John D'Arcy Anderson, britanski general, * 1908, † 1988.